# Дядя Сэм

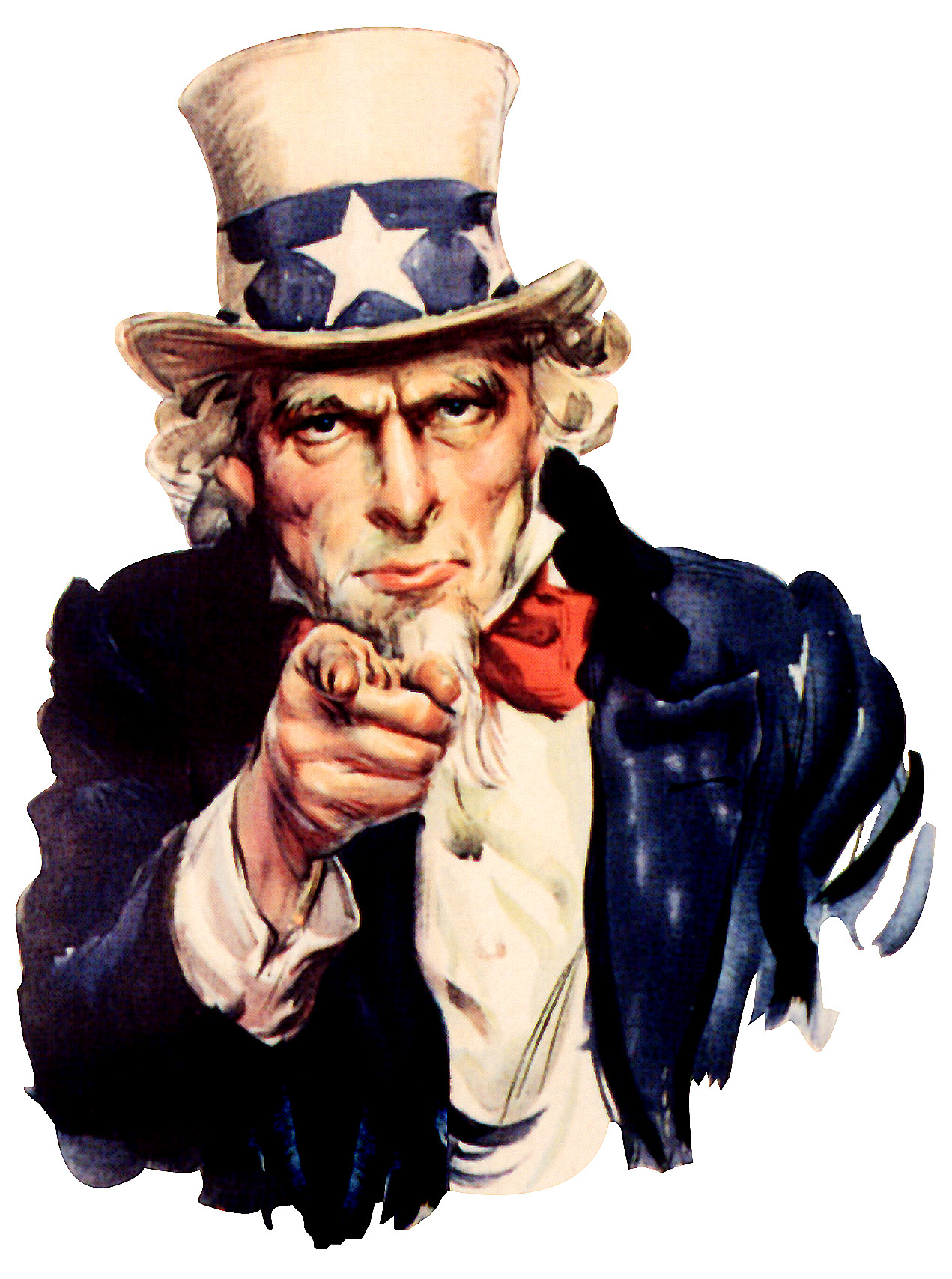
Дядя Сэм

Дя́дя Сэм (англ. Uncle Sam, производное от начальных букв английских слов «Un[ited]» «S[tates]» of «Am[erica]») — персонифицированный образ Соединённых Штатов Америки. Дядю Сэма часто изображают пожилым белым мужчиной с тонкими чертами лица, старомодной бородкой, в цилиндре цветов американского флага, синем фраке и полосатых панталонах. Этот стиль изображения стал популярен в середине XIX века благодаря работам художника Томаса Наста (англ. Thomas Nast).

## Происхождение образа

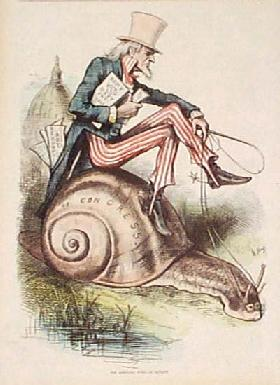
Дядя Сэм в политической карикатуре, худ. Томас Наст, 1877 год

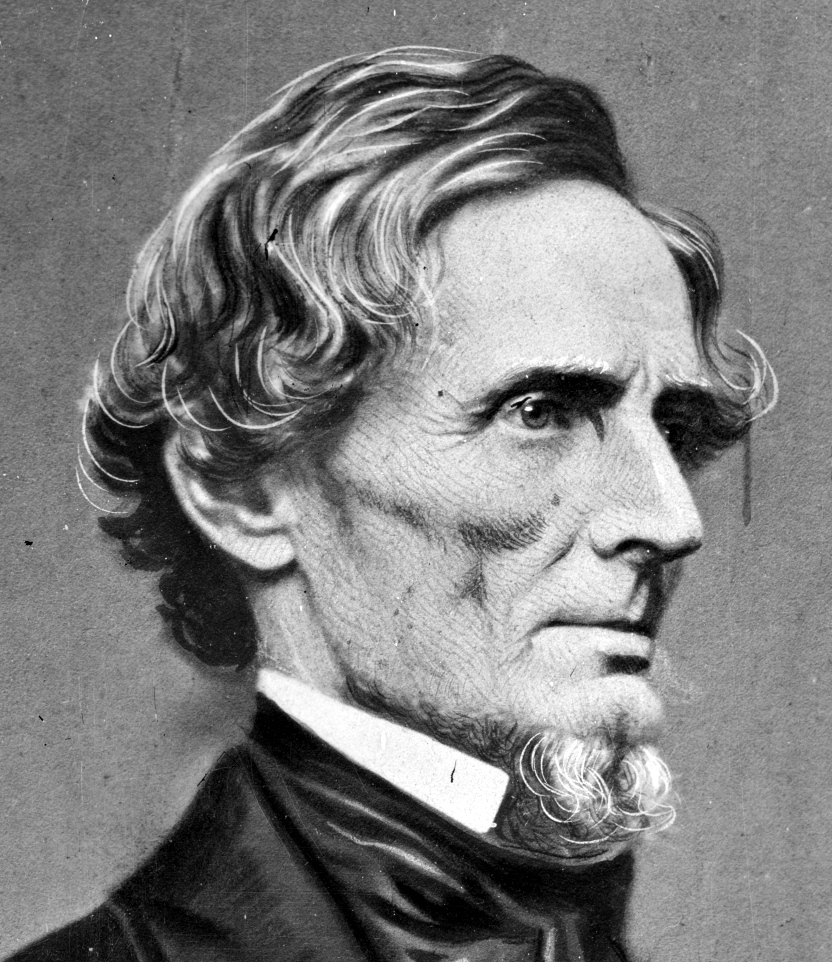
Джефферсон Дэвис, возможный прообраз Дяди Сэма

Дядя Сэм возник предположительно как олицетворение США во время британо-американской войны 1812 года. Американский фольклор утверждает, что появление выражения «Дядя Сэм» связано с мясником Сэмом Уилсоном, поставлявшим провизию на нью-йоркскую военную базу Трой (англ. Troy). Уилсон подписывал бочки с мясом буквами U.S., имея в виду Соединённые Штаты (англ. United States), а солдаты в шутку говорили, что мясо прибыло от Дяди Сэма (англ. Uncle Sam).
13 марта 1852 года нью-йоркская газета NY Lantern Weekly опубликовала, предположительно, первое изображение дядюшки Сэма. Традиционный образ в основном создал художник Томас Наст в сериях политических карикатур, публиковавшихся во второй половине XIX века.
15 сентября 1961 года Конгресс Соединённых Штатов 87-го созыва принял резолюцию, прославлявшую «дядю» Сэма Уилсона как прообраз Дяди Сэма. В городе Арлингтон (штат Массачусетс) на месте рождения Уилсона даже установлен памятник. Могила Сэма Уилсона находится в городе Трой (штат Нью-Йорк).
Споры о происхождении образа дяди Сэма, однако, не утихают до сих пор, и периодически появляются новые теории. Например, согласно одной из них, после гражданской войны в США образ Дяди Сэма был списан с Джефферсона Дэвиса, первого и последнего президента Конфедерации. Образ объединил народ, так как президент Конфедерации был одет в звёздно-полосатый костюм, символизировавший американский флаг, который во время войны использовали сторонники Союза.

## Вербовочный плакат

Дядя Сэм на известном плакате, вербующем солдат на Первую мировую войну. Художник Дж. М. Флэгг, 1917 год

Вариант плаката, вербующий солдат на Вторую мировую войну. Художник Дж. М. Флэгг, 1941 год

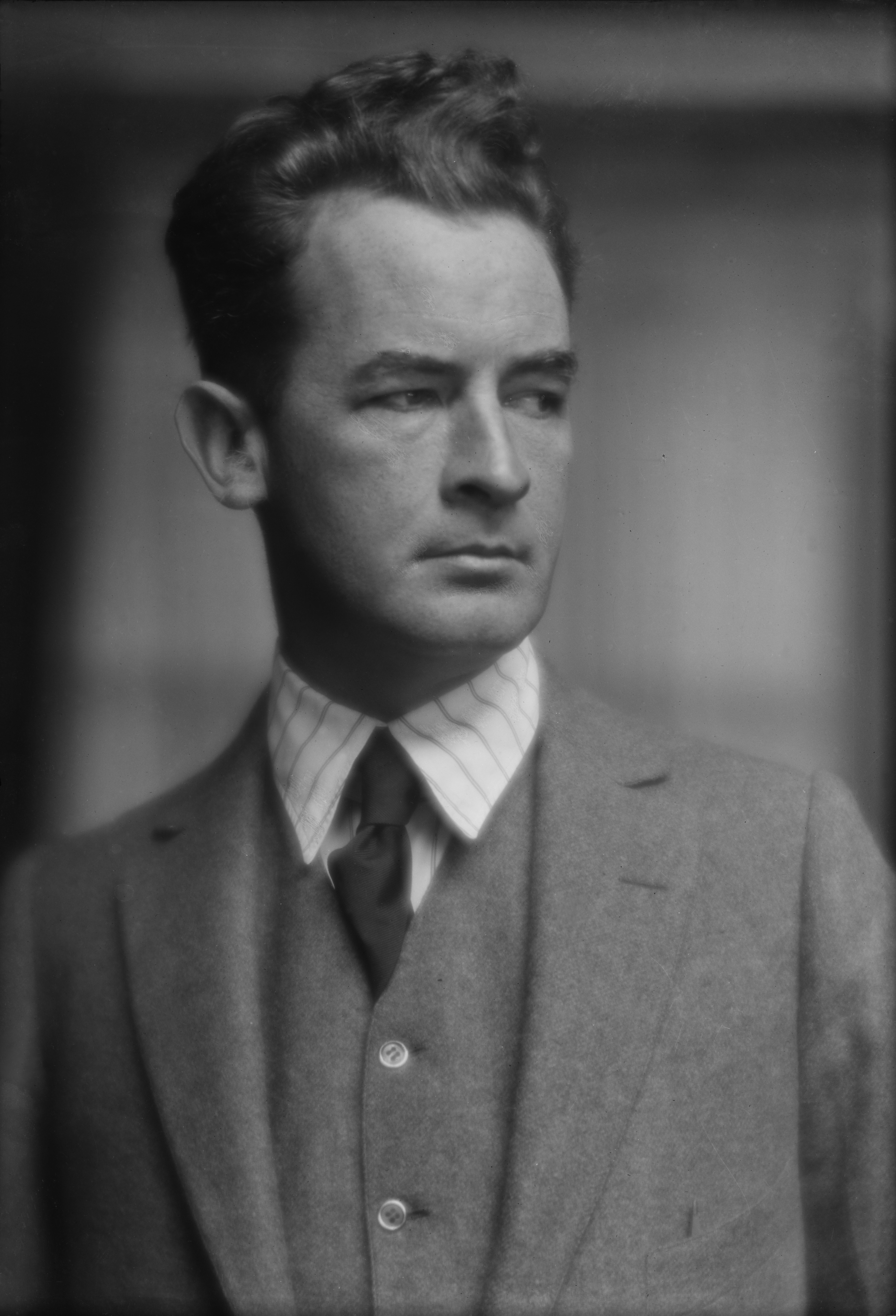
Художник Джеймс Монтгомери Флэгг

Образ Дяди Сэма получил особую известность во время Первой мировой войны. Тогда он был изображён на плакате, призывавшем добровольцев вступить в американскую армию и принять участие в войне на территории Европы. С плаката Дядя Сэм сурово смотрел и указывал на зрителя пальцем, а подпись под картинкой гласила «Ты нужен мне для армии Соединённых Штатов» (англ. I want you for U.S. army). Художник Джеймс Монтгомери Флэгг, нарисовавший этот плакат в 1917 году, признался, что использовал своё собственное лицо как модель для Дяди Сэма. Вообще, идея этого изображения была взята из аналогичного британского агитационного плаката 1914 года «Лорд Китченер надеется на тебя», на котором в такой же позе был изображён лорд Китченер. Флэгг также нарисовал альтернативный плакат, на котором Дядя Сэм так же пристально смотрел на зрителя, но не указывал на него пальцем, а стоял, уперев руки в бока. Визуальное воздействие этого плаката, на котором отсутствовал эффектный жест, было не таким сильным, и вскоре после Первой мировой войны второй вариант был забыт. Версия с «указующим» Дядей Сэмом была впоследствии обновлена и перепечатана для вербовки солдат на Вторую мировую войну. С наступлением мирного времени было создано бесчисленное множество пародий и карикатур на этот плакат.
Именно плакат Флэгга I want you for U.S. army натолкнул Дмитрия Моора на идею известного плаката времён Гражданской войны в России «Ты записался добровольцем?» (1920). Как и Флэгг, который нарисовал дяде Сэму собственное лицо, Моор в виде решительного будённовца нарисовал самого себя. В начале Великой Отечественной войны Моор обновил старый плакат — теперь солдат был с винтовкой, в каске образца 1938 года и с новыми секционными подсумками.

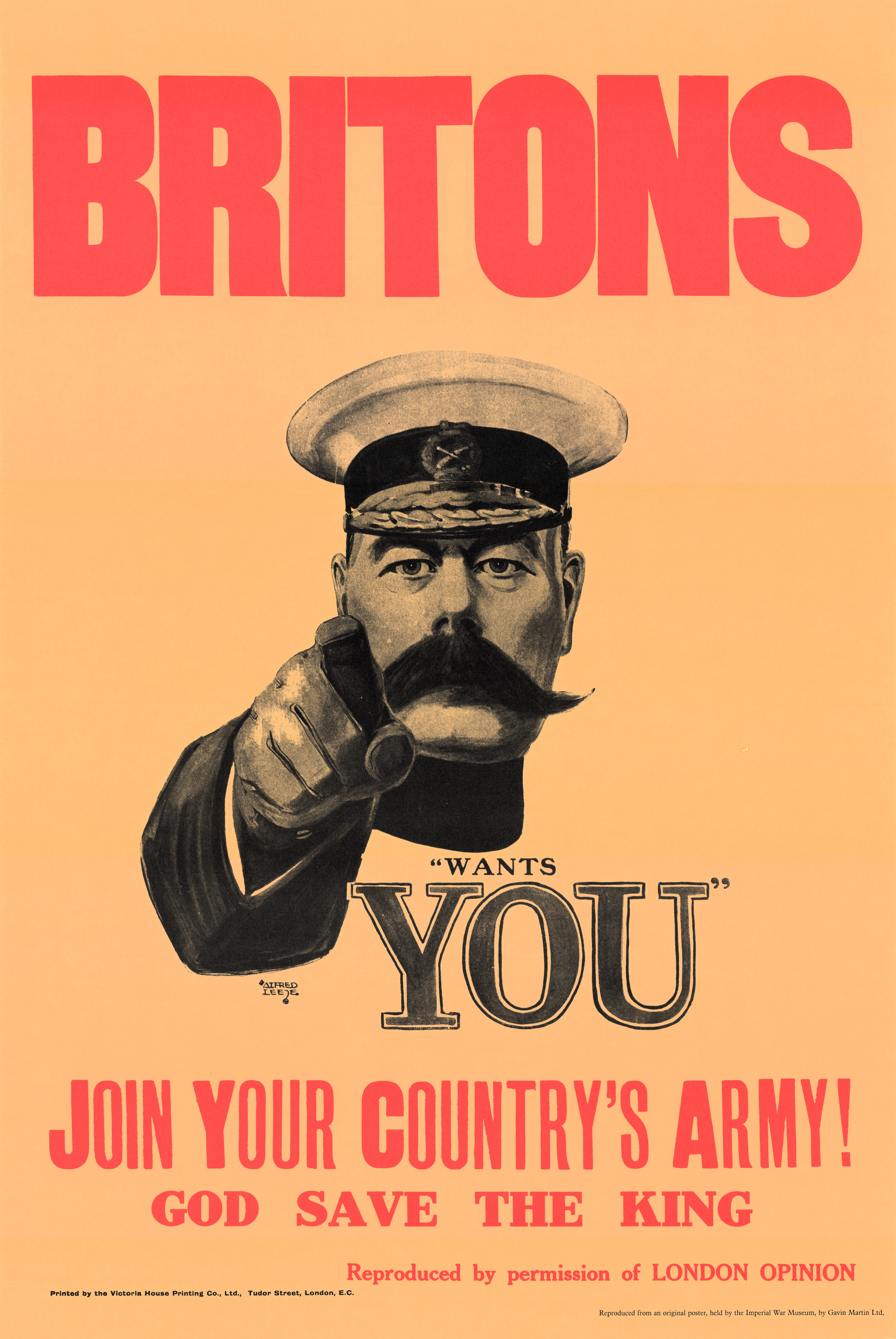
Британский вербовочный плакат, на котором изображён лорд Китченер. Художник Альфред Лит, 1914 год.
Дядя Сэм, вербующий солдат на Первую мировую войну. Художник Джеймс Монтгомери Флэгг, 1917 год.
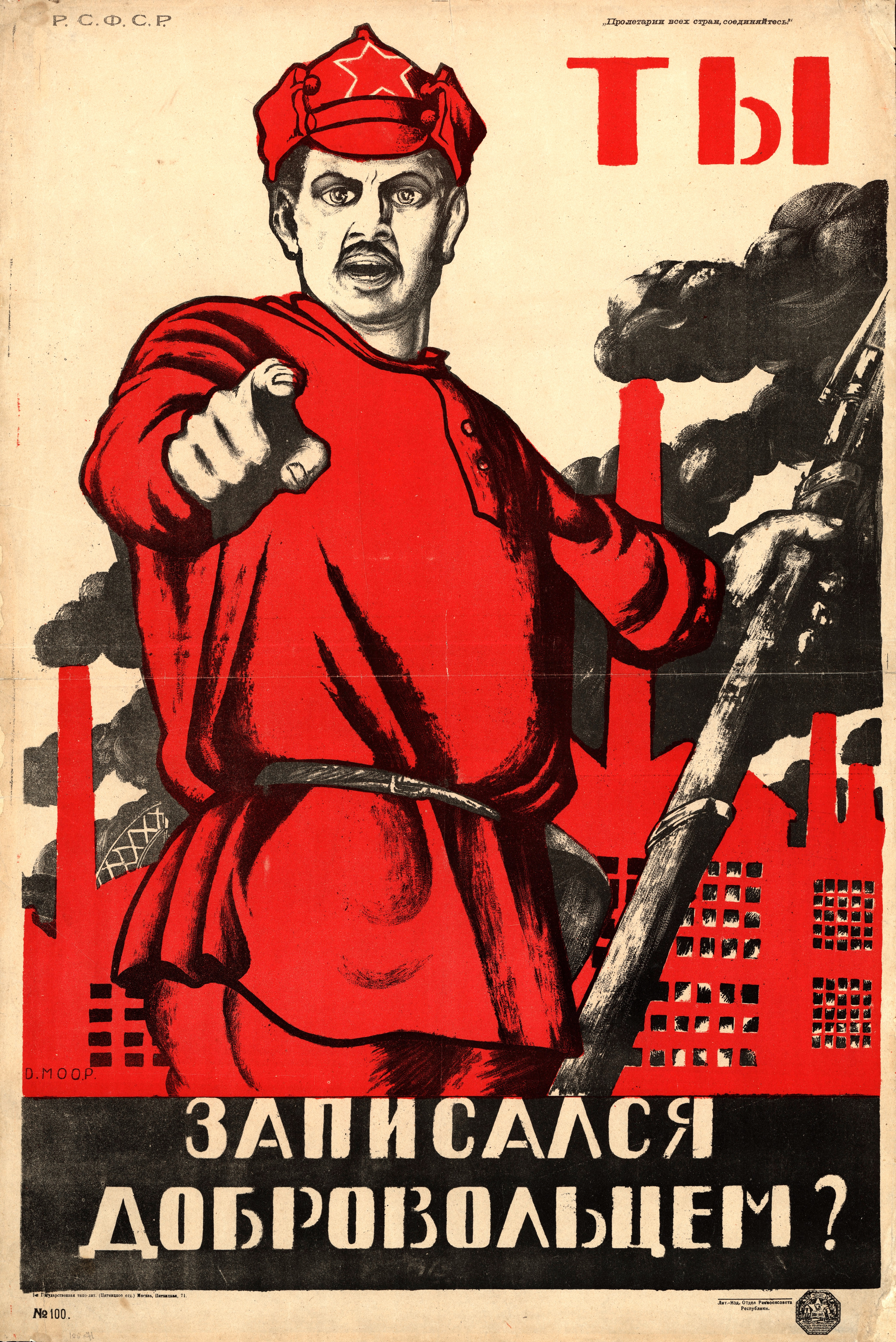
Красноармеец, призывающий вступать (вербующий) в Красную армию. Художник Дмитрий Моор, 1920 год.
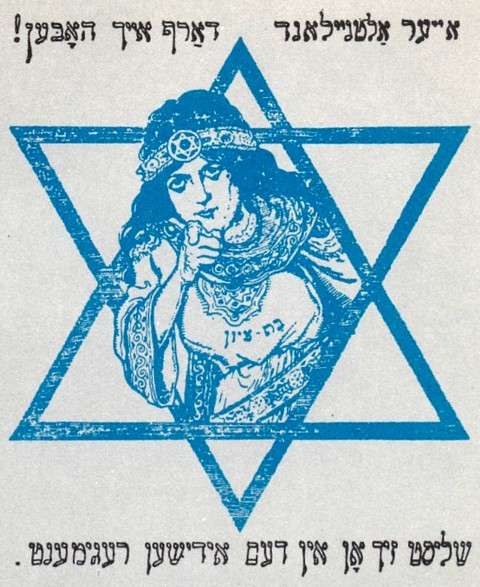
Вербовочный постер, печатавшийся в американских еврейских журналах во время Первой мировой войны. На нём изображена Дочь Сиона, символизирующая еврейский народ, призывающая вступать в еврейские батальоны: «Ты нужен своей Старой Новой Земле! Вступай в Еврейский легион!»
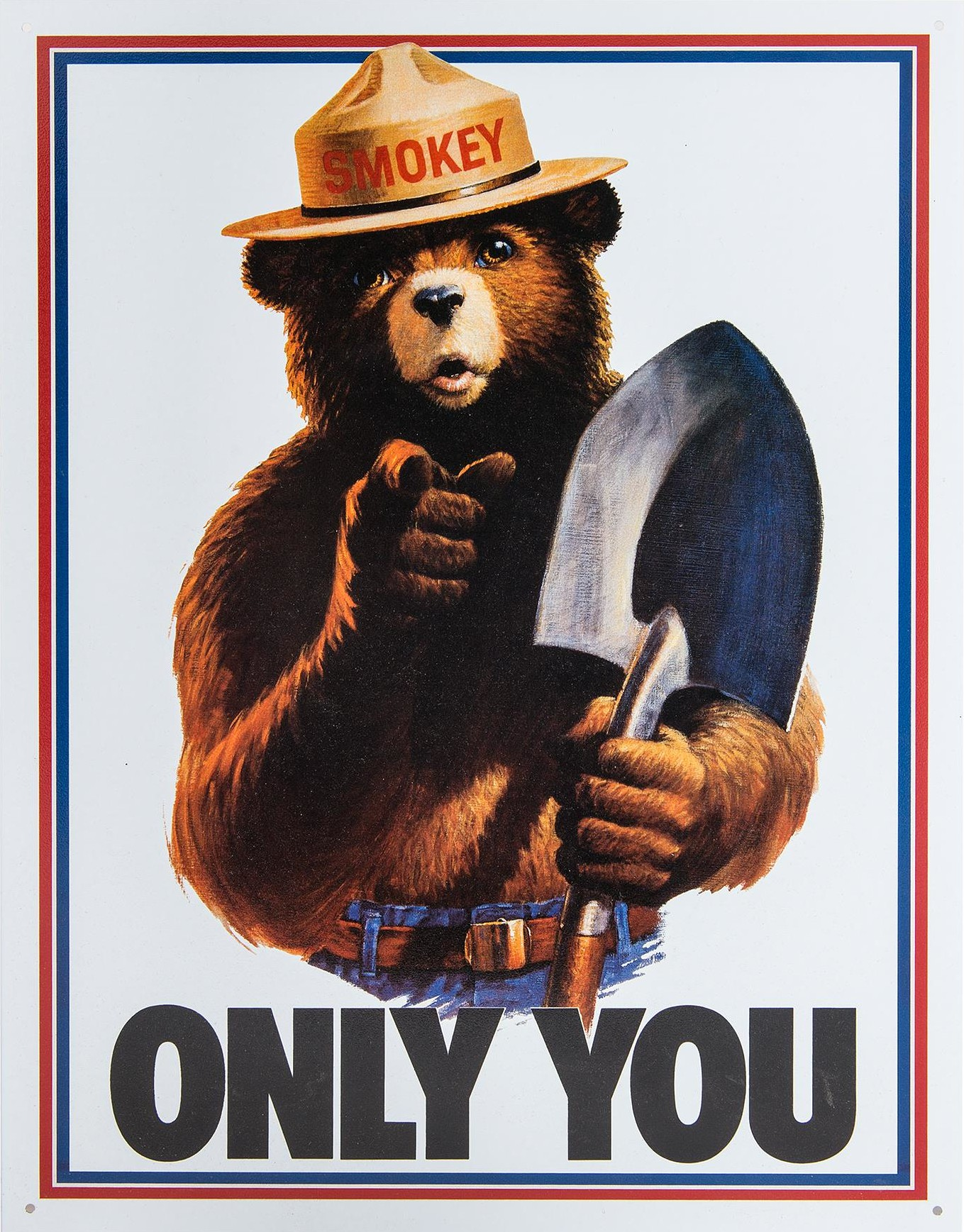
Для предотвращения лесных пожаров в США был выпущен данный плакат с изображением бурого медведя Смоки. Надпись гласит: «Только ты!» (9 августа 1944 года)

## Символизм образа

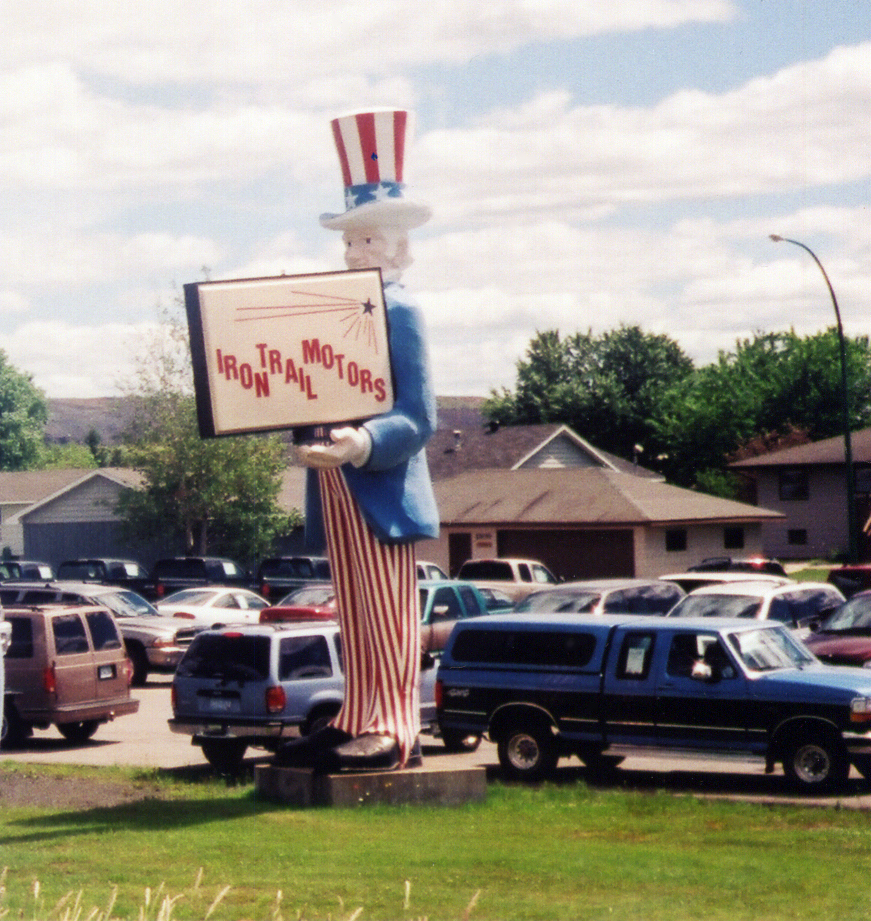
Рекламная статуя Дядюшки Сэма с вывеской в руках

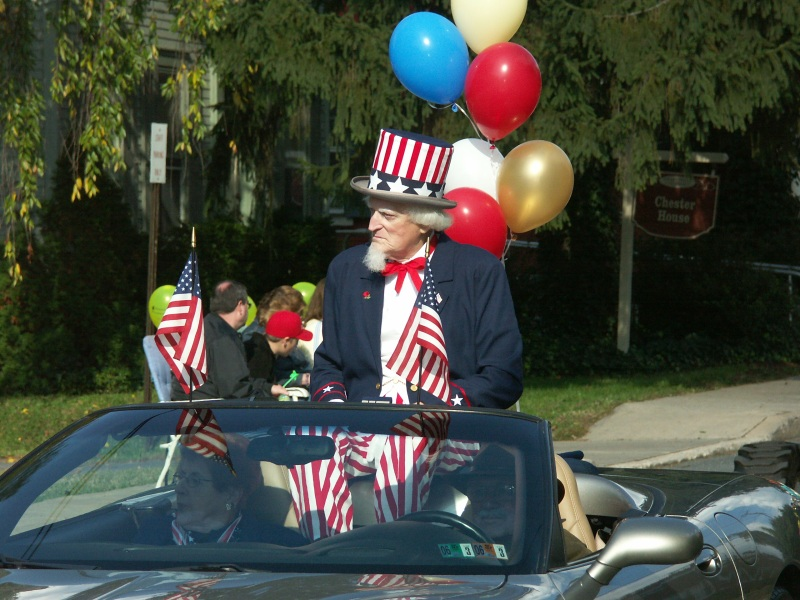
Имперсонатор Дяди Сэма на параде

Образ Дяди Сэма традиционно ассоциируется с Соединёнными Штатами и, в особенности, с правительством США. Когда в быту говорят «Дяде Сэму нужно…» или «Дядя Сэм хочет…», то часто стремятся создать ироничный или комический образ американского правительства, обладающего вполне человеческими потребностями и желаниями. Впрочем, образ Дяди иногда употребляется и для иллюстрации «совести нации», подобно российскому образу Родины-матери.
В странах, где сильны антиамериканские настроения (а также на демонстрациях и митингах антиглобалистов), образ Дяди Сэма часто используют для иллюстрации агрессивных имперских амбиций США. В этих случаях дядю Сэма изображают злобным стариканом.

## Другие образы США и сопоставимые образы других стран
Безусловно, дядя Сэм не является единственным олицетворением США. В настоящее время существует другой образ, сравнимый по популярности с дядей Сэмом — статуя Свободы. Ранее существовали и иные образы. Например, во время гражданской войны в США часто использовался брат Джонатан. В 1920-х годах изредка для олицетворения США применялся женский образ — Колумбия (теперь изображена на заставке кинокомпании Columbia Pictures). И дядя Сэм, и Колумбия стали также персонажами политических мультфильмов и комиксов, очень популярных в США в 1920-х годах.

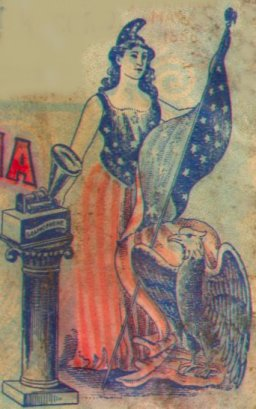
Колумбия — олицетворение США, популярное в 1920-х годах
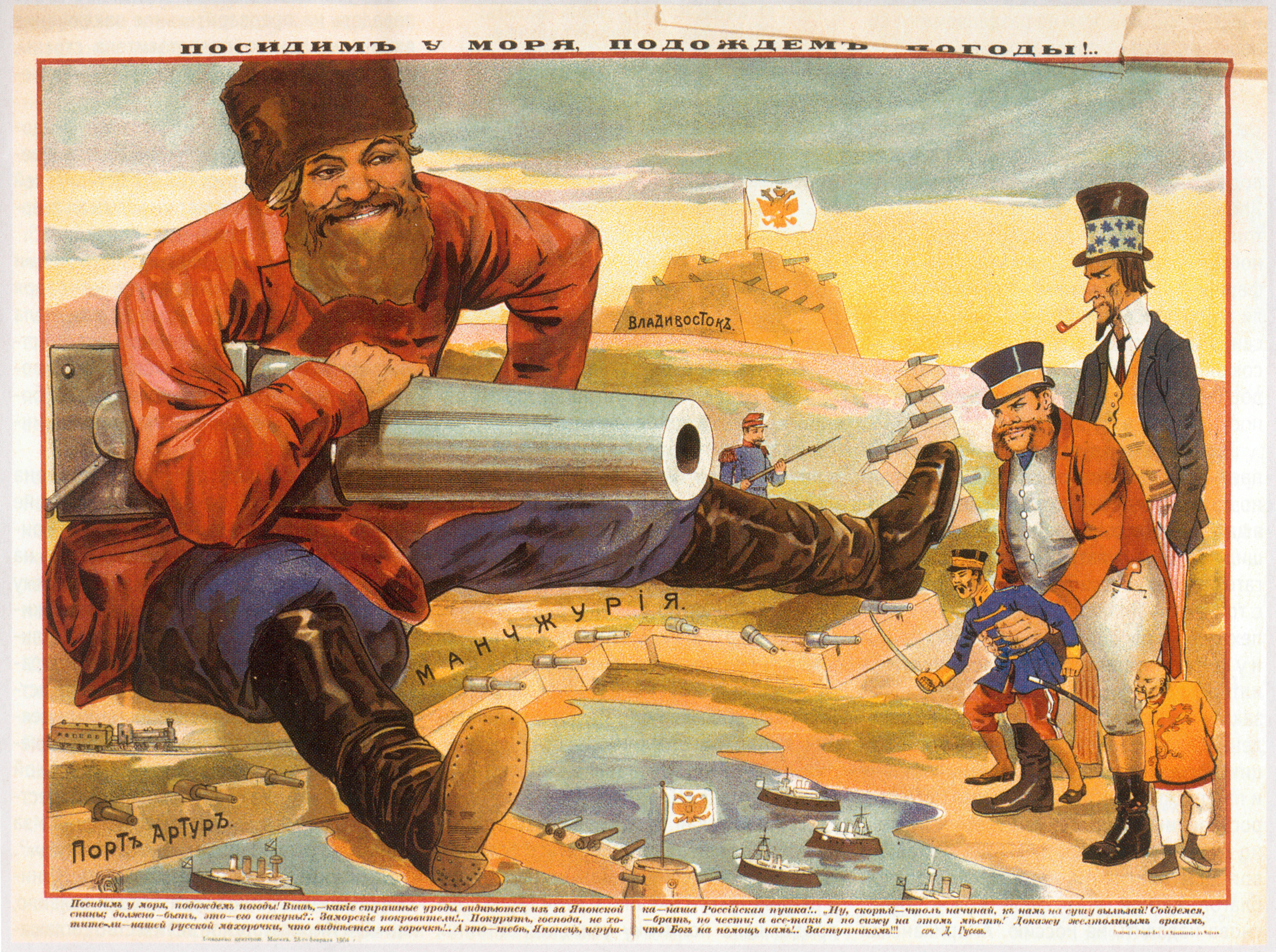
Русский плакат начала русско-японской войны, 1904. Тощий дядя Сэм и полный Джон Буль толкают японского микадо на войну с Россией
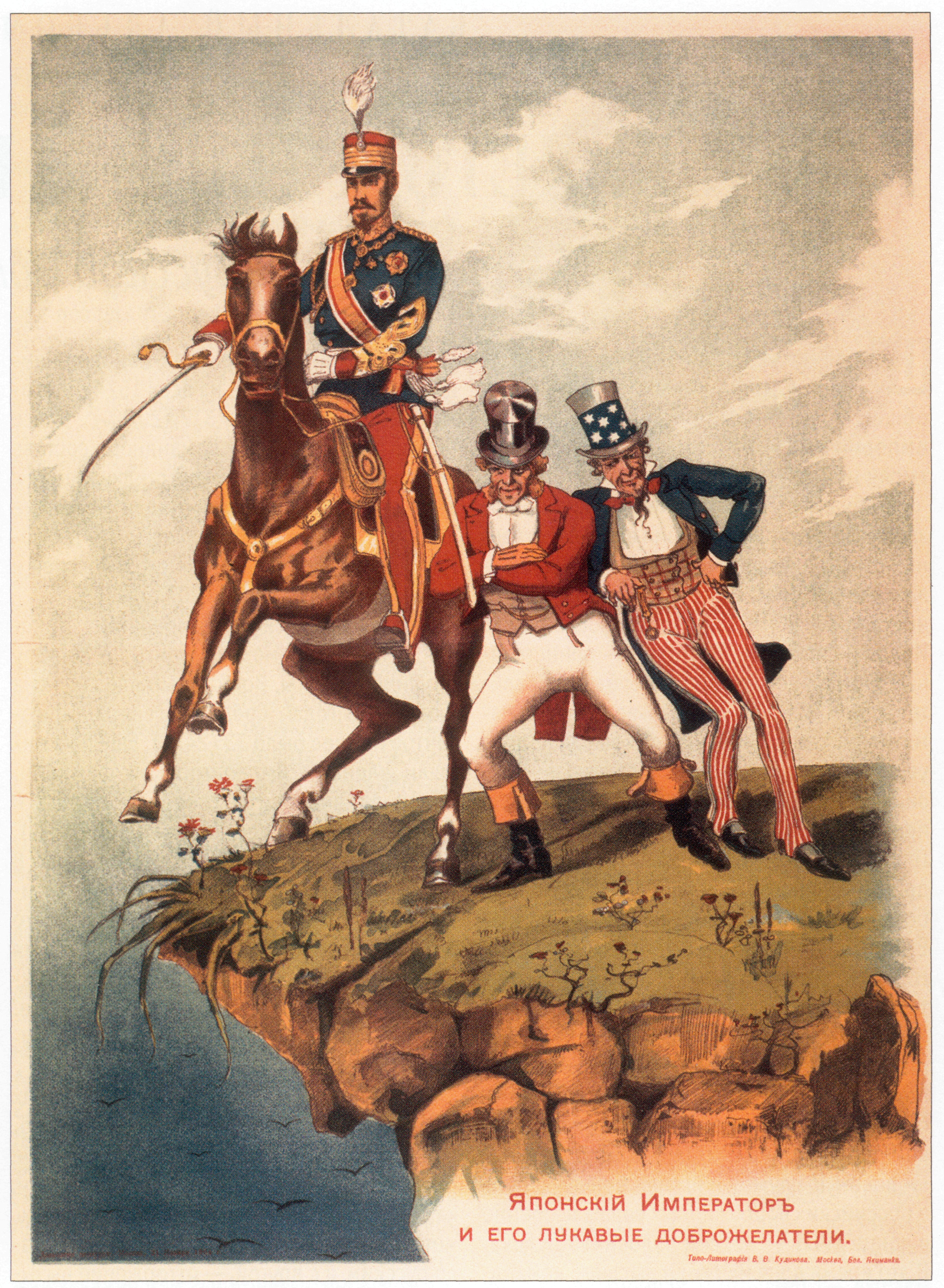
Русский плакат начала русско-японской войны, 1904. Японский император и его лукавые доброжелатели (Джон Буль и Дядя Сэм)
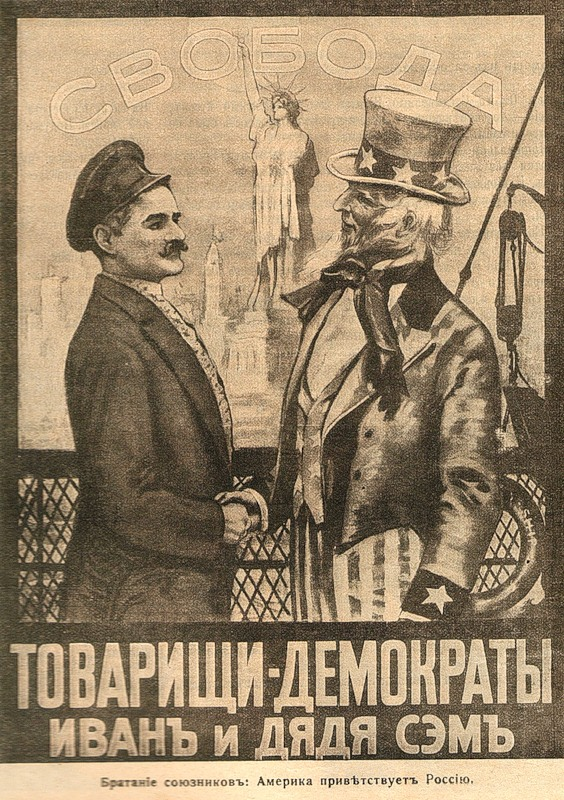
Российский плакат 1917 года
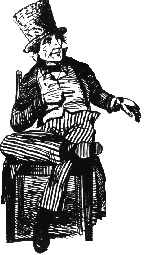
Брат Джонатан — иное олицетворение США
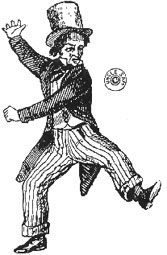
Дядю Сэма Томас Наст в начале изображал очень похожим на Брата Джонатана
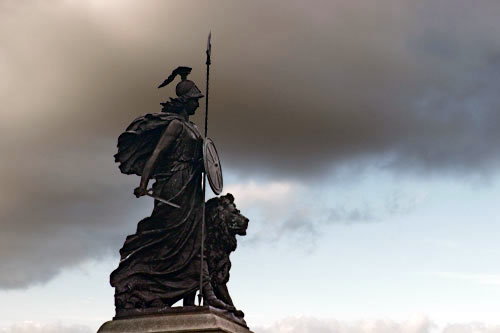
Британия — олицетворение Великобритании. Несколько напоминает Колумбию
Марианна — олицетворение Франции. Свобода, ведущая народ, Эжен Делакруа, 1830, Лувр
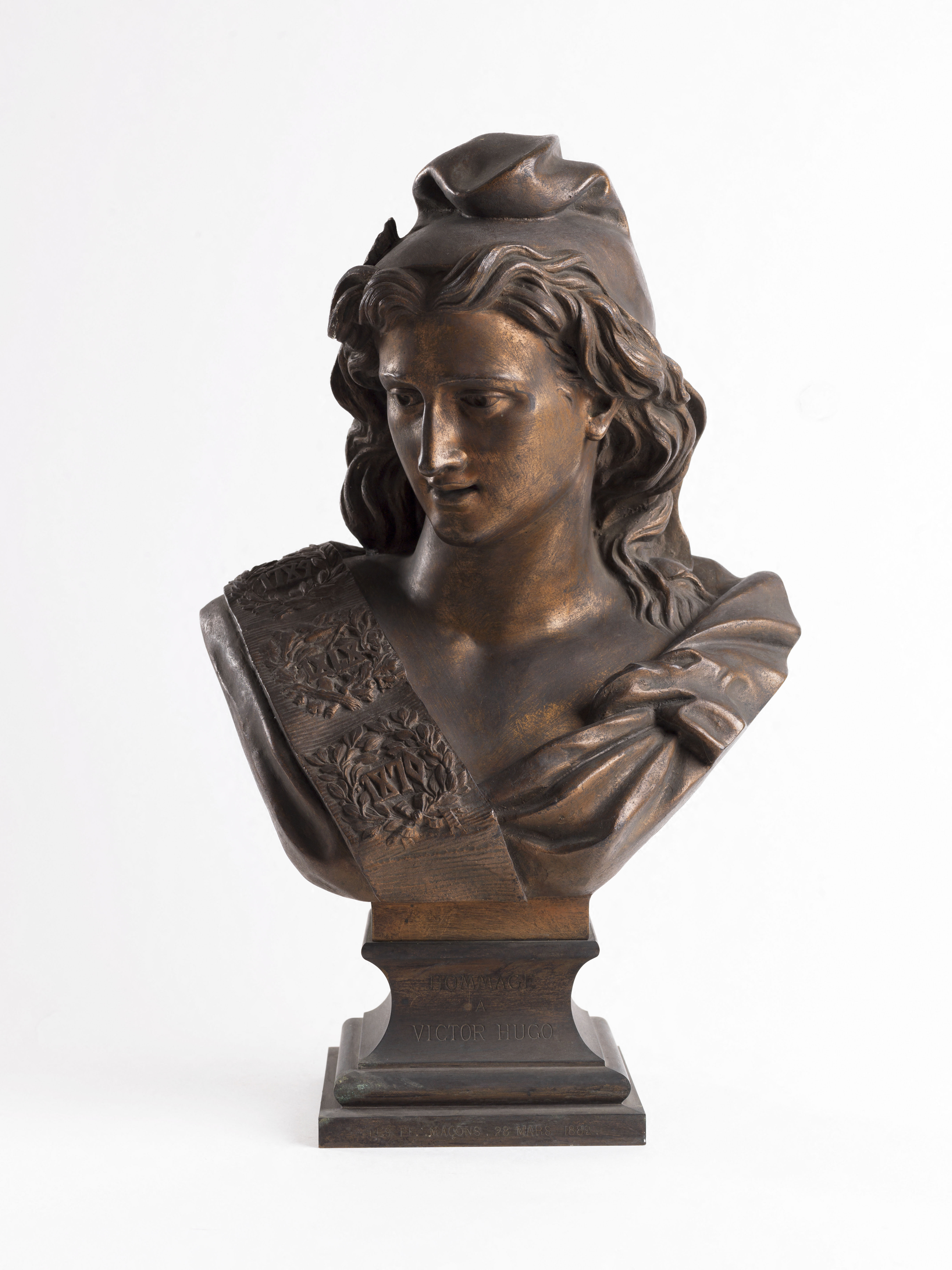
Скульптурное изображение Марианны, сделанное из бронзы
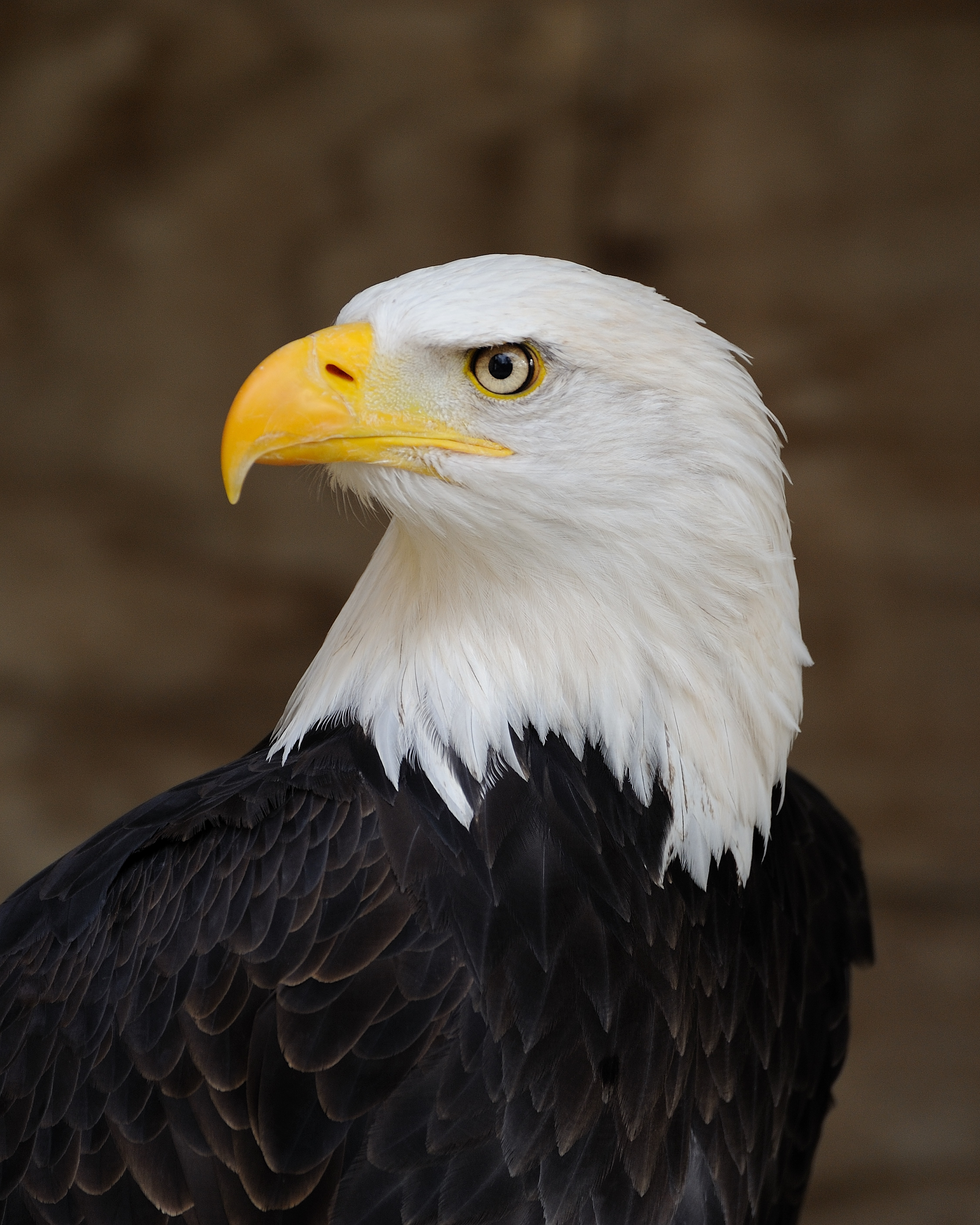
Белоголовый орлан — национальная птица США
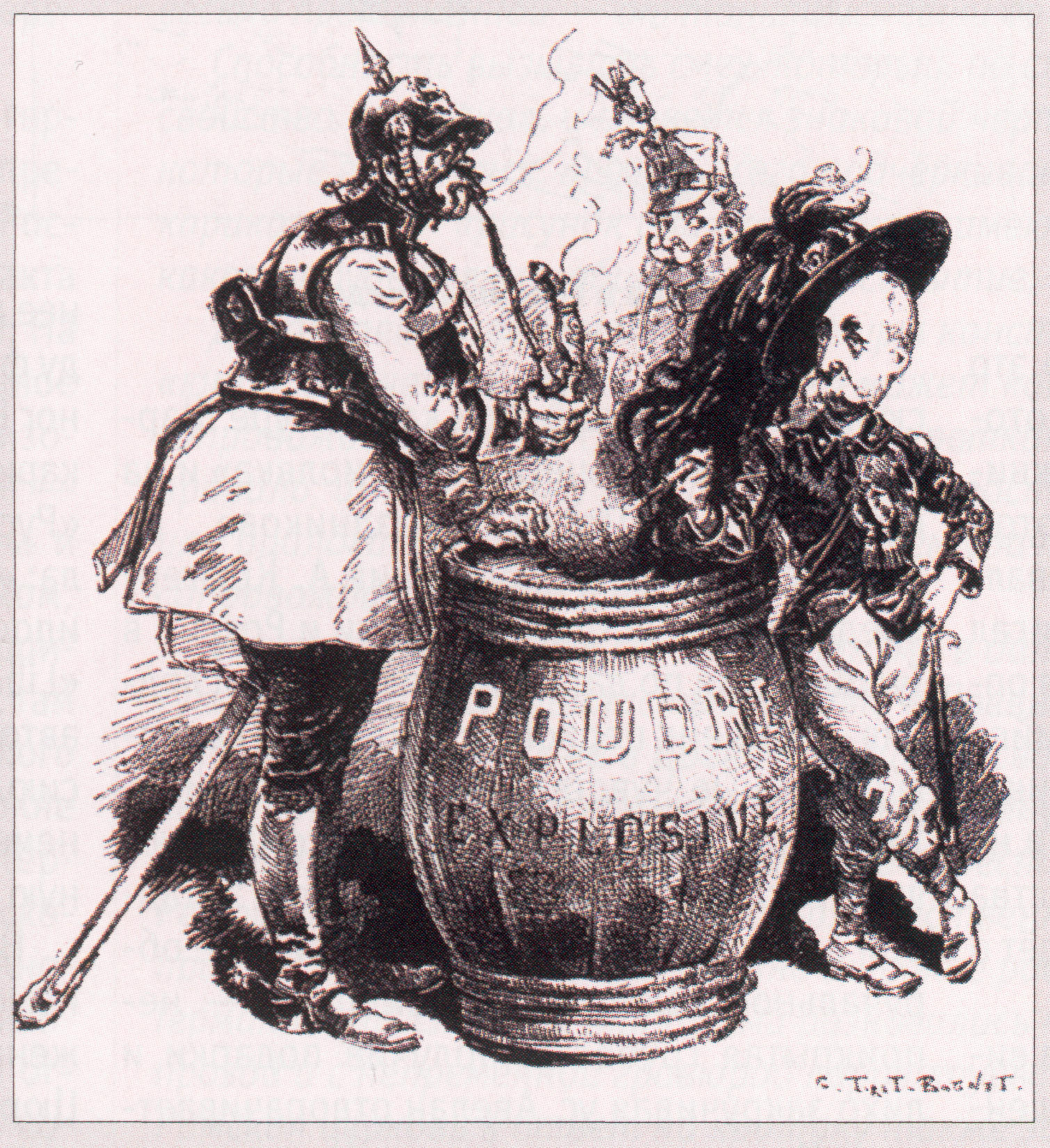
Француз Тире-Боне. Тройственный союз: Германия, Австро-Венгрия и Италия курят на бочке с порохом

## Пародии

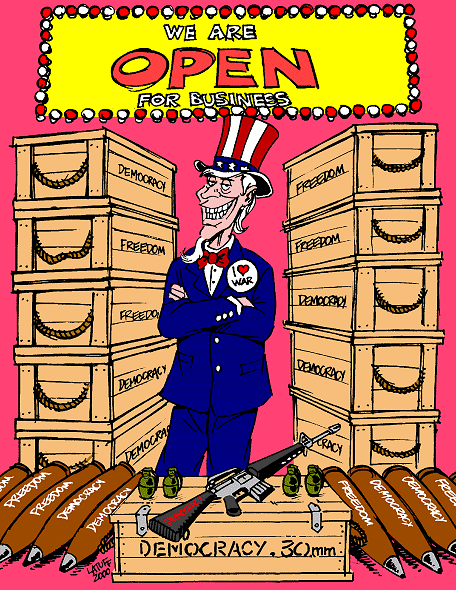
Карикатура К. Латуффа

- В эпизоде «Fear of a Bot Planet» сериала «Футурама» на планете радикально настроенных роботов висит плакат, пародирующий плакат с дядей Сэмом: «А ты записался в античеловеческий патруль?».
- В эпизоде «Special Edna» сериала «Симпсоны» Барт смотрит бокс, победителем которого становится дядя Сэм.
- В игре «ExMachina: Меридиан 113» один из персонажей очень похож на дядю Сэма (зовут его тоже Сэм).
- В онлайн-игре Crossout имеется портрет для профиля под названием «Коммивояжёр». Образ Коммивояжёра срисован с Сэма из «Ex Machina: Меридиан 113» и с Дяди Сэма.
- В игре League of Legends у чемпиона Ryze есть скин, изменяющий классического Ryze на Ryze Дядя Сэм.
- В игре Saints Row IV есть специальный костюм Дяди Сэма.
- В серии компьютерных игр Fallout часто встречается изменённый постер с Дядей Сэмом: дядя Сэм лежит, словно опрокинутая кукла, но с таким же лицом и указательным пальцем, как на классическом постере, а рядом с ним стои́т солдат Армии США в Силовой броне. Надпись под рисунком гласит «Помоги встать Дядюшке Сэму».
- Уильям Лустига снял фильм «Дядя Сэм». В нём высмеивается излишний патриотизм, доходящий до фанатизма, ведущего к жестокости. Также в картине заметен антивоенный посыл.
- В фильме «Через Вселенную» Дядя Сэм оживает с плаката, призывая Максвелла в ряды Американской армии. Эпизод исполняется под песню The Beatles «I Want You (She’s So Heavy)».
- В игре Far Cry 3 есть персонаж, который внешне очень похож на Дядю Сэма, его также зовут Сэм и он жил там же, где и прообраз Дяди Сэма.
- В хоррор-фильме «Все супергерои должны погибнуть» злодей по имени Рикша заставляет четырёх супергероев проходить испытания в заброшенном городе. В одном из испытаний им предстоит сразиться с противником в образе Дяди Сэма.
- Российский писатель Дмитрий Емец в своих произведениях, в частности в «Таня Гроттер», использует Дядю Сэма в качестве одного из отрицательных персонажей.
- Также в сериале «Нация Z» этот образ использовали Скетчи и Скизи для того, чтобы получить от людей их припасы.

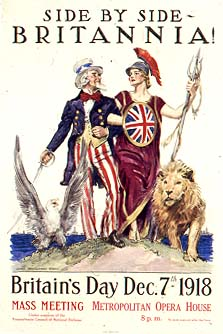
Дядя Сэм и Британия